# Септимания
Септимания (на английски: Septimania; на латински: Septem Provinciarum) е историческа територия в Югозападна Франция (приблизително съвпада със съвременния район Лангедок-Русийон), разположена по брега на Средиземно море от вливането на Рона до Пиренеите.

## История
Първоначално е западната част на римската провинция Нарбонска Галия.
От 418 г. римляните заселват вестготи в цяла Аквитания и те създават в Югозападна Галия свое Вестготско кралство (столица Толоза -Тулуза). През 462 г. Септимания е контролирана от вестготите на Теодерих II.
През 507 г. те загубват в битки с франките почти цялата си територия в Галия и се концентрират главно на Ибериийския полуостров. Северно от Пиренеите запазват само Септимания.
През 759 г. като херцогство минава към Франкското кралство и се нарича провинция Narbonensis I.
От средата на 9 век за Септимания се използва названието Готия (marca Gothica).
Впоследствие по тези места се оформят областите Лангедок и Русийон, които минават към Кралство Франция след Албигойските войни.